# 阿伯丁艺术中心
阿伯丁艺术中心（Aberdeen Arts Centre）是位于苏格兰阿伯丁国王街的一家剧院，拥有350个座位。该建筑公布为A类登录建筑。